# Garnik Awalian
Garnik Awalian, orm. Գառնիկ Ավալյան, ros. Гарник Арменакович Авалян (ur. 6 września 1962 w Idżewaniu, Armeńska SRR) – ormiański piłkarz, grający na pozycji napastnika, trener piłkarski.

## Kariera piłkarska

### Kariera klubowa
W 1980 rozpoczął profesjonalną karierę piłkarską w klubie Bentonit Idżewan. W 1984 został piłkarzem Iskry Smoleńsk. Potem występował w drugoligowych białoruskich klubach Traktar Bobrujsk i Temp Orsza. W 1988 przeszedł do Torpedo Riazań, w którym grał przez 5 lat. W 1993 został zaproszony do wyższoligowego klubu Krylja Sowietow Samara, w którym grał przez następne 6 lat i pełnił funkcje kapitana. W latach 1999–2000 bronił barw Szynnika Jarosław, Urałanu Elista i Wołgar-Gazpromu Astrachań, w którym zakończył karierę piłkarską. Ale potem będąc już trenerem w 2004 grał jeszcze w amatorskim zespole Riazań Agrokomplekt-2.

### Kariera reprezentacyjna
W latach 1997–1998 występował w reprezentacji Armenii. Łącznie rozegrał 8 meczów i zdobył 2 bramki.

## Kariera trenerska
Po zakończeniu kariery piłkarskiej rozpoczął pracę trenerską. Od lipca 2002 do stycznia 2010 z przerwą prowadził rosyjski klub FK Riazań.

## Sukcesy i odznaczenia

### Sukcesy klubowe
- półfinalista Pucharu Rosji: 1989

### Odznaczenia
- tytuł Mistrza Sportu ZSRR